# Francisque Bouillier

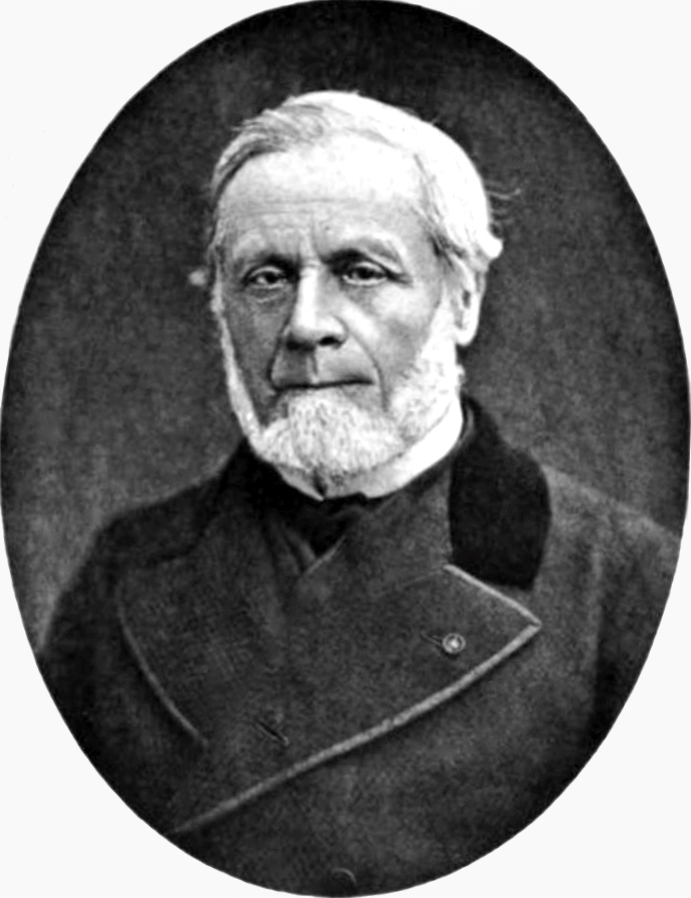
Francisque Bouillier

Francisque Bouillier (* 12. Juli 1813 in Lyon; † 25. September 1899 ebenda) war ein französischer Philosoph.

## Leben
Francisque Bouillier studierte seit 1834 an der École normale supérieure in Paris, wurde 1837 Professor der Philosophie in Orléans, 1839 an der Fakultät zu Lyon und gewann 1842 den von der Académie des sciences morales et politiques ausgesetzten Preis für die beste Arbeit über die Geschichte des Cartesianismus. Von 1849–64 war er Dekan der Lyoner Fakultät. 1856 wurde er Präsident der Akademie zu Lyon. Ferner wirkte er von 1864–67 und 1871–76 als Generalinspektor des Unterrichtswesens sowie von 1867–70 als Direktor der École normale supérieure in Paris. 1875 wurde er Mitglied der Académie des sciences morales et politiques und 1889 deren Präsident.
Von Bouilliers philosophischen Schriften verdienen Hervorhebung:
- Histoire et critique de la révolution cartésienne, Paris 1842 (Preisschrift)
- Histoire de la philosophie cartésienne, 2 Bde., Paris und Lyon 1854; 3. Aufl. 1868 (Erweiterung der Preisschrift)
- De l’unité de l’âme pensante et du principe vital, 1858
- Du principe vitale et de l’âme pensante ou examen des diverses doctrines médicales et psychologiques sur les rapports de l’âme et de la vie, 1862
- Du plaisir et de la douleur, 1865; 4. Aufl. 1891
- De  la conscience en psychologie et en morale, 1872
- Morale et progrès, 1875
- L’institut et les académies de province, 1879
- Études familières de psychologie et de morale, 1884
- Nouvelles études familières de psychologie et de morale, 1887
- Questions de morale pratique, 1889

Auch hat Bouillier Kants Schrift Die Religion innerhalb der Grenzen der bloßen Vernunft (1842) sowie in Gemeinschaft mit Lortet Fichtes Anweisung zum seligen Leben (Méthode pour arriver à la vie bienheureuse, 1845) ins Französische übersetzt. Er zeigt sich in seinen Schriften als strikten Anhänger des psychologischen Animismus, wie er in Deutschland von Georg Ernst Stahl vertreten wurde.